# Кирил Петков
Кирил Тодоров Петков (болг. Кирил Тодоров Петков; 8 червня 1933, село Доситеєво, Хасковська область — 22 січня 2019, Софія) — болгарський борець греко-римського стилю, срібний призер чемпіонату світу, срібний призер Олімпійських ігор.

## Життєпис
На літніх Олімпійських іграх 1964 року в Токіо Кирил Петков, успішно провівши попередні раунди, вийшов до фіналу змагань, в якому медалі розігрували четверо борців. У фінальному раунді він досяг нічийного результату з борцем з Польщі Болеславом Дубицьким, але й інша пара борців Анатолій Колесов (СРСР)—Бертиль Нюстрем (Швеція) теж не виявила переможця. У додатковому раунді Петков знову відборовся унічию, на цей раз зі спортсменом зі Швеції Бертилєм Нюстремом. В інших парах Нюстрем досяг нічиєї з Дубицьким, а Анатолію Колесову вдалося перемогти польського спортсмена. Таким чином Колесов отримав золоту нагороду, Дубицький опинився поза трійкою призерів, а Петкову віддали перевагу над Нюстремом за рахунок меншої ваги болгарина порівняно зі шведом. Слід відзначити, що в одному з попередніх раундів Кирил Петков зустрічався з Анатолієм Колесовим і цей поєдинок теж завершився унічию.
Наступного року шляхи Петкова і Колесова перетнулись у фіналі чемпіонату світу в Тампере. На цей раз перемогу святкував радянський борець, ставши чемпіоном світу, а болгарський спортсмен отримав срібну нагороду.

## Спортивні результати на міжнародних змаганнях

### Виступи на Олімпіадах
| Змагання                    | Збірна   | Вагова категорія                 | Місце  |
| --------------------------- | -------- | -------------------------------- | ------ |
| Літні Олімпійські ігри 1960 | Болгарія | греко-римська боротьба, до 78 кг | AC     |
| Літні Олімпійські ігри 1964 | Болгарія | греко-римська боротьба, до 78 кг | Срібло |

### Виступи на Чемпіонатах світу
| Змагання                        | Збірна   | Вагова категорія                 | Місце  |
| ------------------------------- | -------- | -------------------------------- | ------ |
| Чемпіонат світу з боротьби 1965 | Болгарія | греко-римська боротьба, до 78 кг | Срібло |